# Vigneulles-lès-Hattonchâtel
Vigneulles-lès-Hattonchâtel är en kommun i departementet Meuse i regionen Grand Est (tidigare regionen Lorraine) i nordöstra Frankrike. Kommunen ligger i kantonen Vigneulles-lès-Hattonchâtel som tillhör arrondissementet Commercy. År 2022 hade Vigneulles-lès-Hattonchâtel 1 581 invånare.

## Befolkningsutveckling
Antalet invånare i kommunen Vigneulles-lès-Hattonchâtel
| Referens: INSEE |